# Bert Harkins
Bert Harkins, właśc. Robert Pearson Harkins (ur. 15 kwietnia 1940 w Glasgow) – brytyjski żużlowiec pochodzenia szkockiego.

## Życiorys
Reprezentował Szkocję podczas finału mistrzostw świata par w 1970 r. w Malmö, wspólnie z Jimem McMillanem zajmując IV miejsce. Był również, w barwach Szkocji, dwukrotnym uczestnikiem eliminacyjnych turniejów o drużynowe mistrzostwo świata (Ipswich 1974, Reading 1977). W latach 1967–1971 czterokrotnie reprezentował Wielką Brytanię w eliminacjach indywidualnych mistrzostw świata, najlepszy wynik osiągając w 1971 r. w Glasgow (XIV miejsce w finale skandynawsko-brytyjskim).
Dwukrotnie zdobył medale mistrzostw Szkocji w parach: złoty (1965) oraz srebrny (1968). W 1971 r. wystąpił w rozegranym w Coventry finale indywidualnych mistrzostw Wielkiej Brytanii, zajmując IV miejsce.
Startował w lidze brytyjskiej, w barwach klubów z Edynburga, Coatbridge, Wembley, Sheffield, Wimbledonu, Wolverhampton i Milton Keynes.